# Pombares
Pombares ist ein Ort und eine ehemalige Gemeinde (Freguesia) im portugiesischen Kreis Bragança. Die Gemeinde hatte 41 Einwohner (Stand 30. Juni 2011).
Am 29. September 2013 wurden die Gemeinden Pombares und Rebordainhos zur neuen Gemeinde União das Freguesias de Rebordaínhos e Pombares zusammengeschlossen.